# Jing-cung (Sung)
Jing-cung (čínsky pchin-jinem Yīngzōng, znaky 英宗; 16. února 1032 – 25. ledna 1067), vlastním jménem Čao Cung-š’ (čínsky pchin-jinem Zhào Zōngshí, znaky zjednodušené 赵宗实, tradiční 趙宗實), od roku 1062 Čao Šu (čínsky pchin-jinem Zhào Shǔ, znaky zjednodušené 赵曙, tradiční 趙曙) z dynastie Sung v letech 1063–1067 vládl čínské říši Sung. Byl nástupcem císaře Žen-cunga.

## Mládí
Čao Cung-š’ byl třináctý z osmadvaceti synů Čao Jün-žanga (趙允讓, 995–1059), posmrtným jménem knížete An-i z Pchu (濮安懿王). Čao Jün-žang byl první ředitel Velkého úřadu císařského rodu a tedy mezi členy císařského rodu držitel nejvýznamnější funkce. Navíc byl potenciální dědic císaře Čen-cunga předtím než se roku 1010 narodil budoucí císař Žen-cung. Čao Jün-žang byl totiž synem Čen-cungova mladšího bratra.
Císař Žen-cung Čao Cung-š’a povolal do císařského paláce jako možného následníka už roku 1035, ale po narození Žen-cungova druhého syna o čtyři roky později byl Čao Cung-š’ vrácen rodičům. Nicméně všichni tři synové Žen-cunga zemřeli v dětství a tak císař Čao Cung-š’a nakonec roku 1062 adoptoval a jmenoval následníkem trůnu, současně princ dostal nové jméno Čao Šu.

## Vláda
Po nástupu na trůn Čao Šu, posmrtným jménem Jing-cung, z psychického vypětí onemocněl. V řízení státu ho zastupovala císařovna vdova Cchao, v čele administrativy stáli Chan Čchi a Ceng Kung-liang. Na jaře 1064 se císař vrátil ke svým povinnostem, jeho nejstarší syn Čao Čung-čen byl jmenován následníkem trůnu a první manželka paní Kao císařovnou.
Poté, co skončilo období císařova smutku za jeho předchůdce, roku 1065, vypukl spor o rituály uctění Jing-cungových předků. Císař totiž podle části hodnostářů jako adoptivní syn Žen-cunga měl právě jeho oficiálně považovat za otce a svého biologického otce mít za strýce; S'-ma Kuang a další argumentovali, že se má řídit právním stavem bez ohledu na svoje city k biologickému otci. Jing-cung však s podporou Ou-jang Sioua, který naopak kladl důraz na následování lidských citů, prohlásil Čao Jün-žanga za otce a rodiče. Diskuze vedly k rozdělení vlády na oponující si skupiny hodnostářů a časem sklouzly k debatě o roli kontrolních úředníků a jejich práv oponovat císaři.
Spor se později opakoval o století později za vlády císaře Siao-cunga a v 16. století ve vyostřené formě jako Velký spor o obřady za císaře Ťia-ťinga.
Vláda pohlcená debatami o obřadech nevěnovala příliš pozornosti povýšení se říše Liao na říši Velká Liao (Ta Liao). Vážnější byly nájezdy tangutských vojsk ze státu Západní Sia, vláda reagovala posílením místních milic v pohraničí (roku 1064), Tanguti se však stáhli až roku 1067 po pohrůžce, že nedostanou pravidelný tribut v čaji a hedvábí. Náklady na zmobilizování statisícové armády však ještě zhoršily finanční potíže vlády. Císař se je pokoušel zmírnit stanovením limitů počtu úředníků a prodloužením doby mezi úřednickými zkouškami na tři roky, intervalu který zůstal zachován až do počátku 20. století. Dále než k uvedeným opatřením a k držení pod kontrolou výdajů na pohřeb předešlého císaře však ekonomické uvažování Jing-cunga nesahalo.
Císař zemřel 25. ledna 1067 po několikatýdenní nemoci. Nastoupil po něm jeho nejstarší syn jako císař Šen-cung.

## Rodina
Hodnost císařovny držela první manželka Jing-cunga paní Kao (高, 1012–1035), posmrtným jménem císařovna Süan-žen (宣仁皇后).
Jing-cungovy manželky mu daly čtyři syny a stejný počet dcer:
- Čao Čung-čen (1048–1085), od roku 1067 císař Šen-cung;
- Čao Chao (1050–1096), kníže Žung z Wu;
- Čao Jen (zemřel v dětství), kníže z Žun;
- Čao Jün (1056–1088), kníže Tuan-sien z I
- princezna Te-ning (德寧公主, † 1085);
- princezna Pao-an (寶安公主, 1051–1080);
- princezna Šou-kchang (壽康公主, 1051–1123);
- princezna Šu-kuo (舒國公主, zemřela v dětství).